# Лионардо (Њу Џерзи)
Лионардо (енгл. Leonardo) насељено је место без административног статуса у америчкој савезној држави Њу Џерзи.

## Демографија
По попису из 2010. године број становника је 2.757, што је 66 (-2,3%) становника мање него 2000. године.
| Група             | 2000.         | 2010.         |
| Белци             | 2.632 (93,2%) | 2.486 (90,2%) |
| Афроамериканци    | 15 (0,5%)     | 28 (1,0%)     |
| Азијати           | 14 (0,5%)     | 28 (1,0%)     |
| Хиспаноамериканци | 137 (4,9%)    | 179 (6,5%)    |
| Укупно            | 2.823         | 2.757         |